# Eobrolgus pontarpioides
Eobrolgus pontarpioides är en kräftdjursart som först beskrevs av Gurjanova 1953.  Eobrolgus pontarpioides ingår i släktet Eobrolgus och familjen Phoxocephalidae. Inga underarter finns listade i Catalogue of Life.